# Eisenbahnunfall von Lamezia Terme

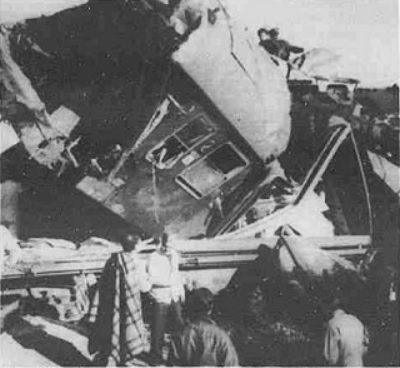

Der Eisenbahnunfall von Lamezia Terme war ein Unfall bei Lamezia Terme, Italien, auf der Bahnstrecke Salerno–Reggio di Calabria, am 21. November 1980, in den drei Züge verwickelt waren. Mehr als 28 Menschen starben.

## Ausgangslage
Ein Güterzug fuhr mit 41 Wagen auf der zweigleisigen Strecke nach Süden. Ihm folgte in gleicher Richtung der Schnellzug nach Syrakus. Auch in der Gegenrichtung waren Züge unterwegs.

## Unfallhergang
Wie sich hinterher herausstellte, war vor der Abfahrt des Güterzuges eine Bremsprobe nicht durchgeführt worden. Bei Lamezia Terme kam es zu einer Zugtrennung. Während die hinteren 28 Güterwagen zum Stehen kamen, fuhr der vordere Zugteil weiter, ohne dass der Triebfahrzeugführer etwas bemerkte. Der nachfolgende Schnellzug fuhr in die zurückgelassenen Güterwagen hinein und entgleiste. Die Lokomotive und vier Wagen stürzten auf das Gleis der Gegenrichtung. Ein dort sich nähernder Zug kollidierte mit den entgleisten Fahrzeugen.

## Folgen
Mehr als 28 Menschen starben.